# Say Yes
Say Yes (coreà 세이 예스 RR Saei Yaeseu) és una pel·lícula de thriller psicològic de Corea del Sud de 2001 dirigida per Kim Sung-hong.

## Argument
La jove parella casada Yoon-hee i Jung-hyun fan un viatge per carretera, i durant el camí fan autostop a un vagabund solitari, Em (o M) per ajudar-lo perquè no s'estavelli i es faci mal.
Encara que M actua amable amb la parella al principi, a mesura que passa el temps M resulta ser un psicòpata violent i sàdic que turmenta i abusa de la parella, que intenta escapar-se d'ell en va.
Després de capturar Jung-hyun, M li dona una opció: sotmetre's a la tortura i la mort eventual o mirar i permetre que M mati a Yoon-hee.

## Repartiment
- Park Joong-hoon... M
- Chu Sang-mi... Yoon-hee
- Kim Joo-hyuk... Jung-hyun
- Gi Ju-bong... Manager
- Lee Chan-young ... Detective
- Hwang In-seong
- Park Yong-woo
- Kim Chae-yeon
- Lee Seok-gu
- Kim Jong-min
- Ryu Seung-soo

## Estrena
Say Yes es va estrenar a Corea del Sud el 17 d'agost de 2001 i va vendre un total de 55.200 entrades a Seül.